# Figlarz flagosterny
Figlarz flagosterny (Alectrurus risora) – gatunek ptaka z rodziny tyrankowatych (Tyrannidae), zamieszkujący Amerykę Południową. Jest narażony na wyginięcie.

## Systematyka
Gatunek ten jako pierwszy opisał Louis Pierre Vieillot w 1824 roku, nadając mu nazwę Muscicapa risora. Obecnie umieszczany jest w rodzaju Alectrurus. Nie wyróżnia się podgatunków.

## Morfologia
Ptak o rozmiarze ciała 20 cm (samce z ogonem dochodzą do 30 cm). Samce mają czarną głowę, grzbiet i opaskę na piersi. Dolna część głowy pod dziobem jest pozbawiona opierzenia i w sezonie godowym ma barwę jasnoróżowoczerwoną. Samica ma brązowawo-żółte ubarwienie z jaśniejszym brzuchem, brązowym pasem na piersi i białym gardłem. Charakterystyczne dla tego gatunku są sterówki. U samców dwie zewnętrzne sterówki osiągają połowę długości ciała, są czarne, wąskie u nasady, ale zewnętrzne 2/3 ich długości jest bardzo szerokie. U samic zdecydowanie mniejsze, osiągające długość do kilku centymetrów, wąskie bliżej kupra i rozszerzające się na końcach. Dziób mają szpiczasty, charakterystyczny dla owadożerców; u samca bladoróżowy u nasady i jaśniejszy na końcu, u samicy bladoróżowy i szarawy na końcu.

## Zasięg występowania
Obecnie figlarz flagosterny występuje jedynie na kilkudziesięciu stanowiskach. Gatunek endemiczny w południowym Paragwaju (w departamentach Presidente Hayes, Amambay, Departament Centralny, Górna Parana, Paraguarí, Itapúa, Misiones i San Pedro) oraz w północnej Argentynie (w prowincjach Corrientes, Formosa, rzadko w Chaco i Misiones). Gatunek występował także w Brazylii, gdzie ostatnio obserwowano go w 1974 roku w okolicach Rio de Janeiro, oraz w Urugwaju, gdzie od 1986 roku odnotowano tylko jedno niepotwierdzone stwierdzenie. Szacuje się, że w Argentynie gatunek ten obecnie zasiedla tylko około 10% swojego pierwotnego habitatu.

## Ekologia
Figlarz flagosterny zamieszkuje wilgotne obszary trawiaste w pobliżu lub w obrębie bagien na wysokościach do 500 m n.p.m. Uważa się, że dla jego bytowania niezbędne są wysokie trawy przekraczające metr wysokości. Kiedyś był gatunkiem wędrownym, w czasie sezonu rozrodczego ptaki widywane były w Argentynie w okolicach Buenos Aires, a w okresie zimowym w Brazylii. Obecnie jest gatunkiem osiadłym. Żyje i rozmnaża się w grupach liczących około 20 (wyjątkowo do 50) osobników. Samce są częściowo monogamiczne, a częściowo poligamiczne.

## Status i ochrona
W Czerwonej księdze gatunków zagrożonych IUCN figlarz flagosterny od 1994 roku jest klasyfikowany jako gatunek narażony (VU, Vulnerable); wcześniej, od 1988 roku był zaliczany do grupy gatunków zagrożonych (T, Threatened). Liczebność populacji szacowana jest na 6000–15 000 dorosłych osobników. Trend liczebności populacji jest spadkowy. Spowodowany jest on zmniejszaniem się naturalnego habitatu.
Organizacja BirdLife International wymienia 29 ostoi ptaków IBA, w których ten gatunek występuje, 18 w Argentynie (m.in. Park Narodowy Mburucuyá i Park Narodowy Iberá) i 11 w Paragwaju (np. Park Narodowy San Rafael).